# Mosonszolnok
Mosonszolnok è un comune di 1 609 abitanti situato nella contea di Győr-Moson-Sopron, nell'Ungheria nordoccidentale.